# Brooke Makler
Adrian Brooke Makler (Filadelfia, 16 marzo 1951 – Parigi, 29 agosto 2010) è stato uno schermidore statunitense.

## Biografia
È figlio dello schermidore Paul Makler senior e fratello di Paul Makler junior.
Ha partecipato ai Giochi della XXI Olimpiade di Montréal nel 1976.

## Palmarès
In carriera ha conseguito i seguenti risultati:
- Giochi Panamericani:

Città del Messico 1975: oro nella spada a squadre.